# Bảo tàng tàu Viking (Roskilde)

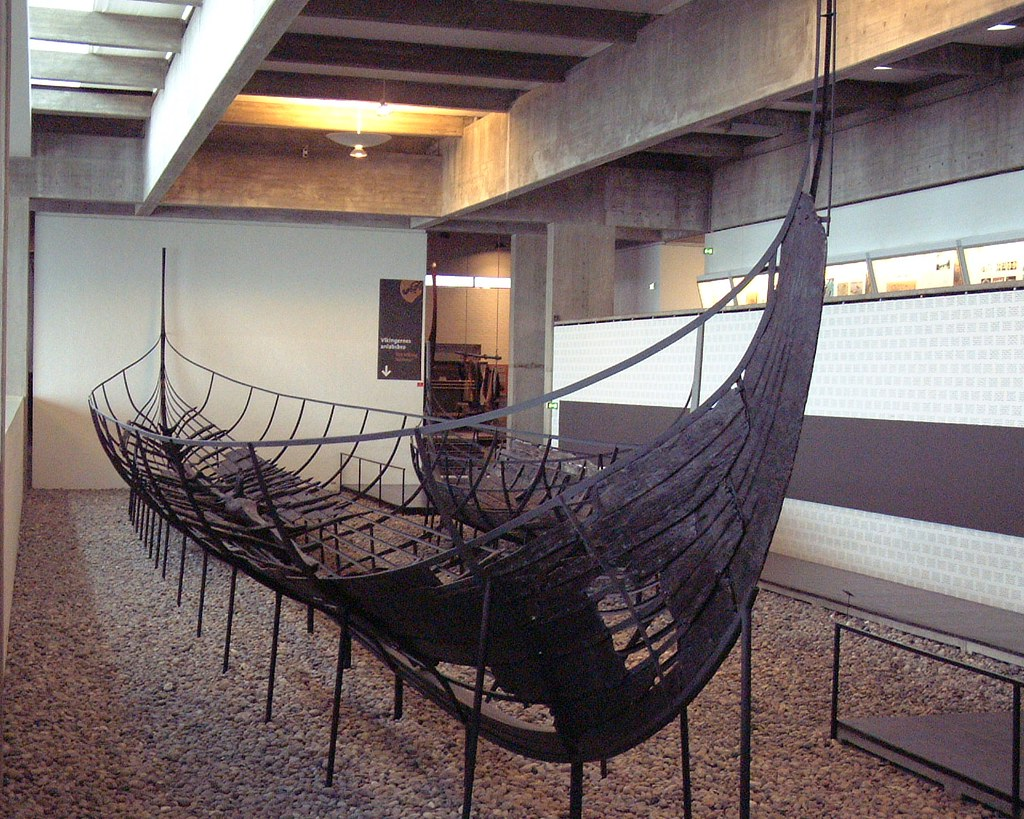
Phòng bảo tàng với tàu Skuldelev 2

Bảo tàng tàu Viking (Roskilde) là 1 nhà bảo tàng các tàu bằng gỗ từ thời đại Viking tại thành phố Roskilde (đảo Zealand, Đan Mạch). Nhà bảo tàng này chuyên về các tàu bằng gỗ, cách đóng tàu và việc đi biển từ thời đại Viking.

## Lịch sử
Từ nhiều thập niên trước khi các tàu Viking được khai quật năm 1962, các ngư dân địa phương ở Vịnh hẹp Roskilde đã biết tới 1 tàu bằng gỗ cũ nằm ở đáy Vịnh hẹp này. Họ gọi tàu đó là
tàu Margrete, vì cho rằng tàu đó có từ thời trung cổ và có thể từ thời nữ hoàng Margrete I. Sau đó người ta biết rằng, trong Vịnh hẹp này có nhiều tàu chìm và các tàu này còn lâu đời hơn người ta tưởng.
Tuy nhiên, ngay từ thập niên 1920 người ta đã lấy đá và một phần gỗ ra khỏi các tàu, trong số đó có 1 rầm dọc của tàu và chúng được chụp hình. Rầm dọc này bị đưa vào lò sưởi trong một ngày mùa đông giá lạnh trong thời kỳ thế chiến thứ hai. 
Sau khi khai quật các tàu Viking mang tên Skuldelev 1-6 vào năm 1962, tới năm 1969 nhà bảo tàng tàu Viking ở Roskilde được khai trương phần đầu, gọi là Phòng bảo tàng (Museumshallen), do giáo sư kiến trúc Erik Christian Sørensen thiết kế.
Năm 1997 phần 2 của nhà bảo tàng được khai trương, gọi là Hồ bảo tàng (Museumsøen), trong đó có 1 xưởng để đóng lại các tàu Viking theo nguyên mẫu.

## Các tàu Viking nguyên thủy

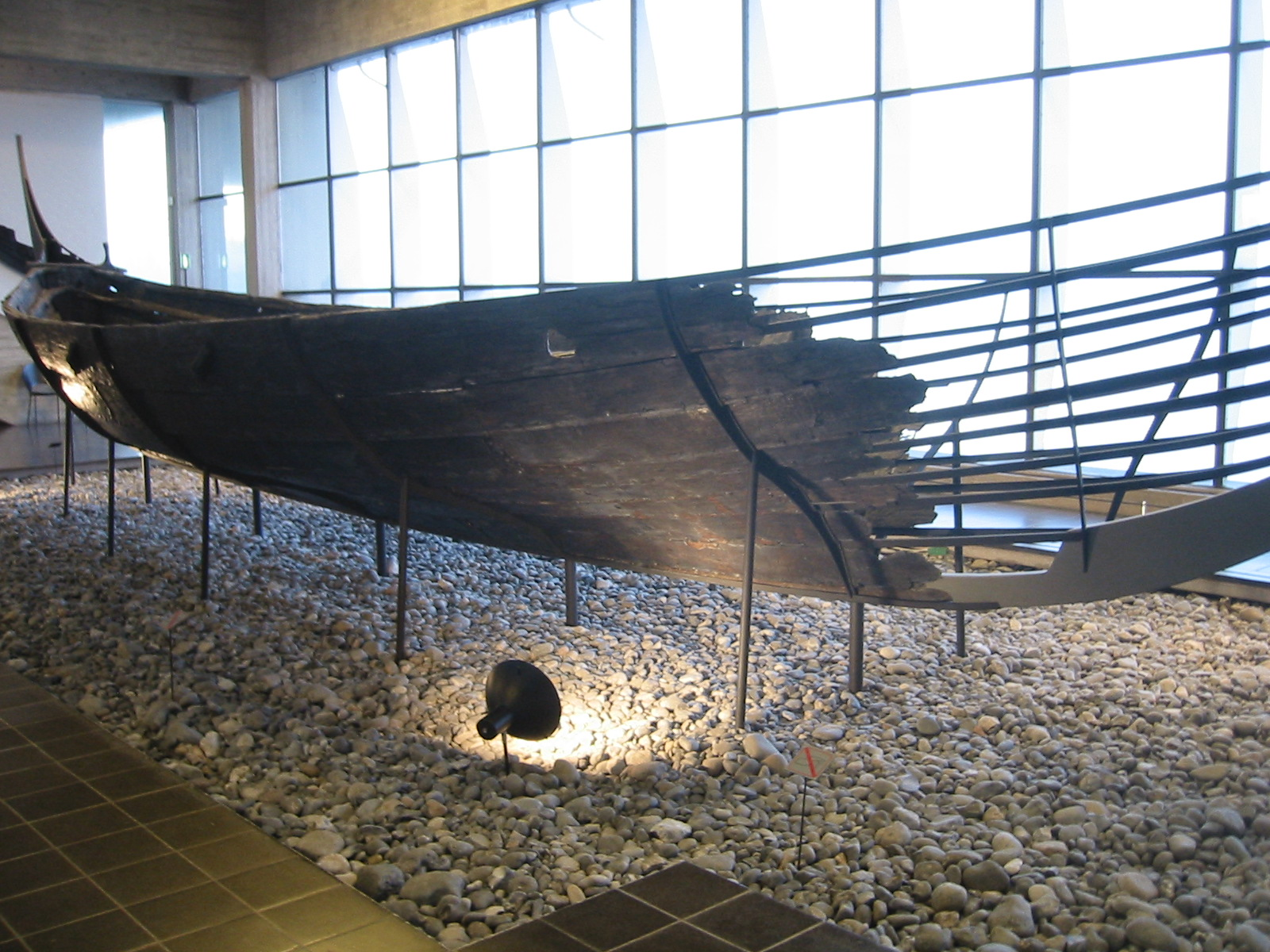
Skuldelev 3

Nhà bảo tàng này có xác của 5 tàu Viking nguyên thủy: 
- Skuldelev 1
- Skuldelev 2
- Skuldelev 3
- Skuldelev 5
- Skuldelev 6

Tên các tàu được đặt theo thành phố Skuldelev, nơi tìm thấy tàu. Xác tàu tương đối còn nguyên vẹn nhất là tàu Skuldelev 3. Nguyên nhân không có tàu Skuldelev 4 là vì lúc đầu người ta tưởng rằng tàu Skuldelev 2 là 2 tàu khác nhau, bởi các phần xác tàu được tìm thấy ở 2 nơi và mang 2 tên Skuldelev 2 và Skuldelev 4. Nhưng thực ra chúng chỉ là một, tuy nhiên người ta đã quyết định là không thay đổi tên tàu.

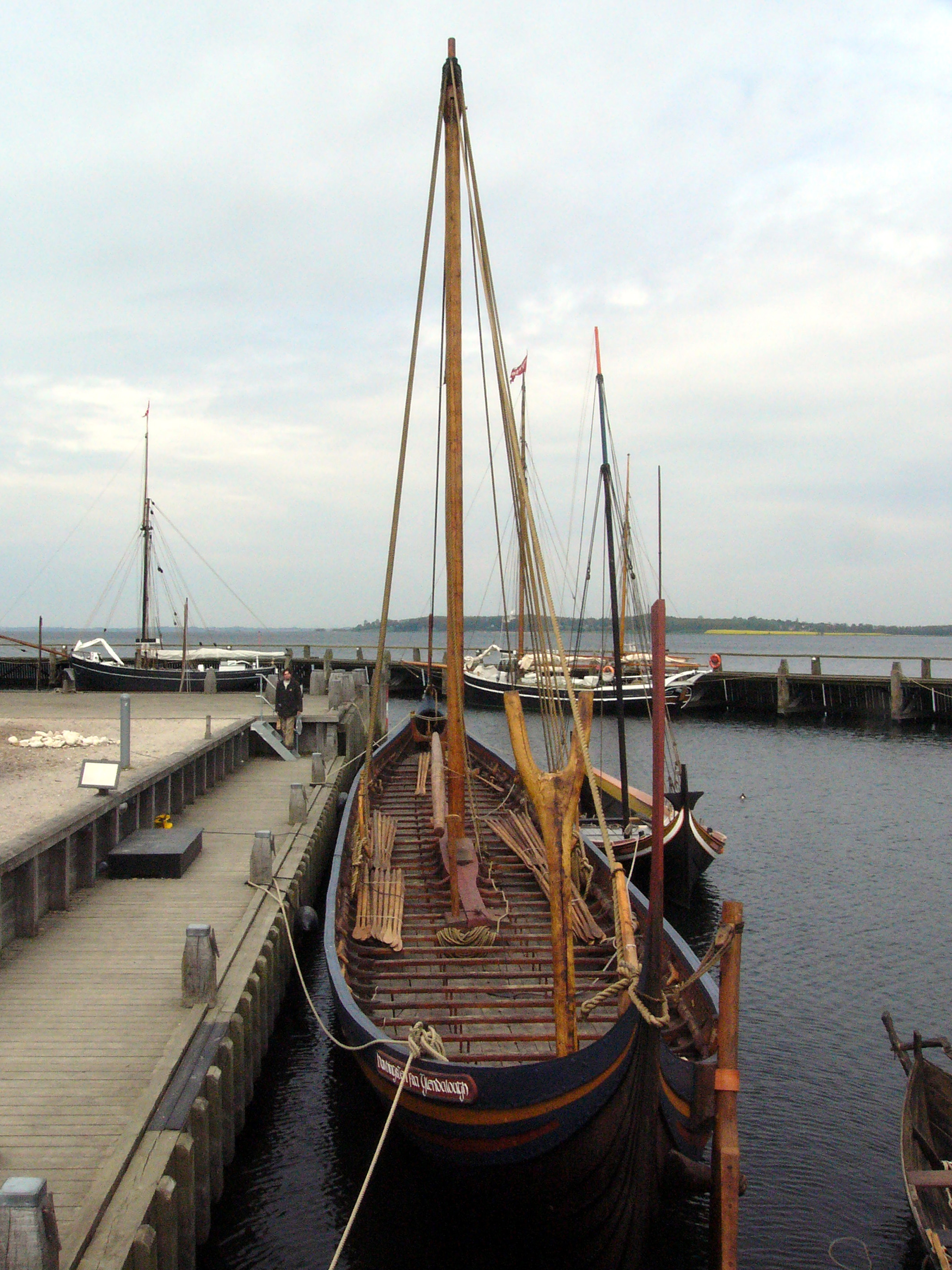
Havhingsten từ Glendalough (Tái tạo tàu Skuldelev 2

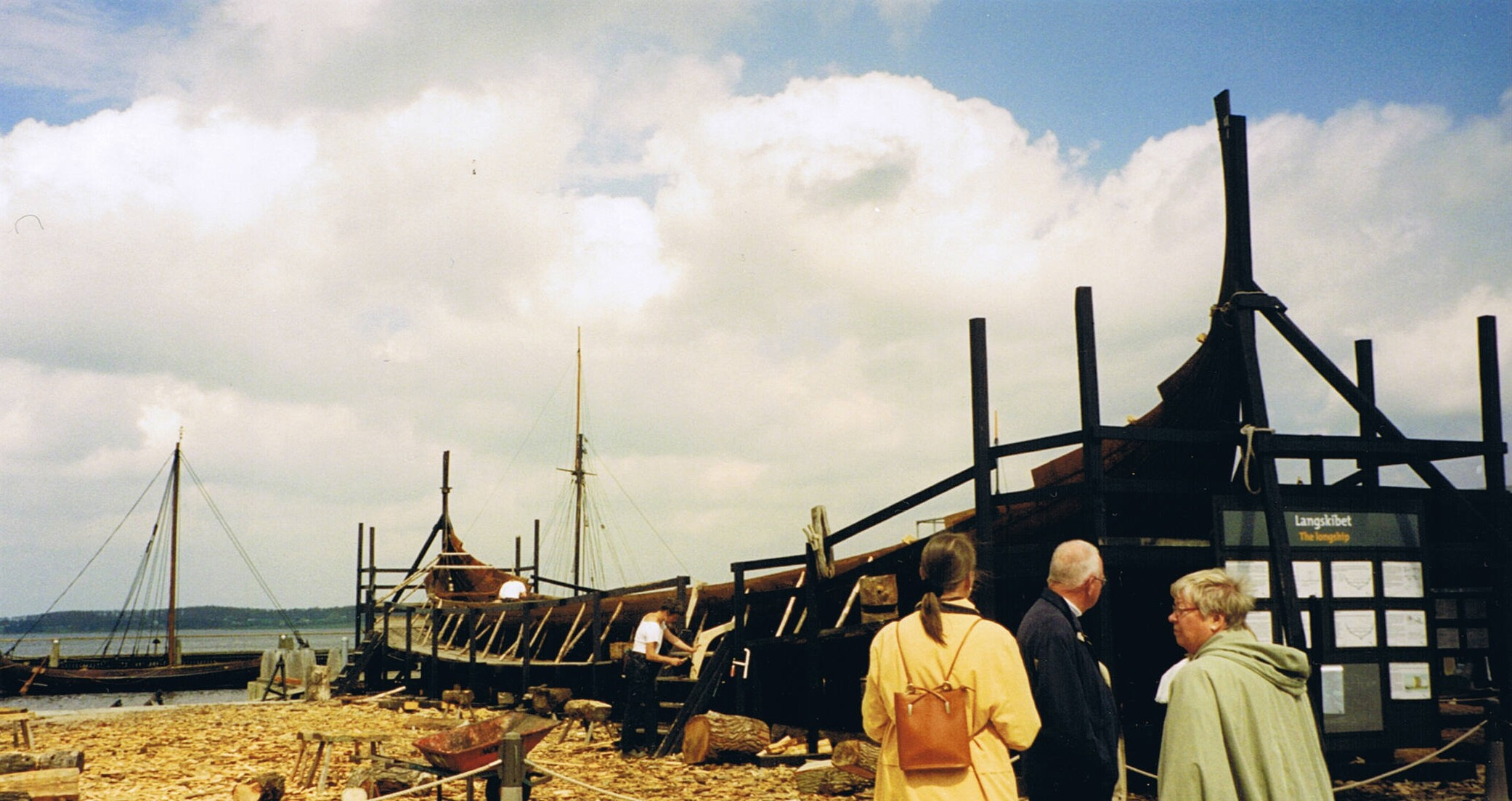
Việc tái tạo tàu Viking lớn nhất, Skuldelev 2 - sau đó đặt tên là "Havhingsten fra Glendalough" (Ngựa đực biển từ Glendalough)

## Việc tái tạo tàu
Ở Hồ bảo tàng có 1 xưởng đóng tàu, nơi tái tạo các tàu Viking cũ. Các tàu này được đóng lại hoàn toàn theo nguyên mẫu, kể cả các dụng cụ để đóng tàu cũng cùng một loại như thời xưa. Đến nay, xưởng đã tái tạo các tàu sau đây:
- Ottar (Skuldelev 1)
- Havhingsten fra Glendalough (Skuldelev 2)
- Roar Ege (Skuldelev 3)
- Helge Ask (Skuldelev 5)
- Kraka Fyr (Skuldelev 6)
- Estrid (Gislingebåd)
- Joanna (Gokstadfæring)

Trong khoảng thời gian từ ngày 1.5 tới 30.9 hàng năm, các khách tới thăm nhà bảo tàng có thể được tham gia 1 chuyến đi ngắn bằng các tàu này.
Tàu "Skuldelev 2" tái tạo mang tên Ngựa đực biển từ Glendalough đã lên đường trở về chốn xưa là Dublin (Ireland) trong mùa hè năm 2007. Tàu này đã ở lại nhà bảo tàng quốc gia Ireland hết mùa đông, và đã trở về Đan Mạch trong mùa hè năm 2008.